# 23851 Rottman-Yang
23851 Rottman-Yang là một tiểu hành tinh vành đai chính với chu kỳ quỹ đạo là 1353.9419342 ngày (3.71 năm).
Nó được phát hiện ngày 14 tháng 9 năm 1998.